# FastText
fastText — це одна з бібліотек для навчання вкладень слів та класифікування тексту, створена Лабораторією досліджень ШІ Фейсбук (англ. Facebook's AI Research lab, FAIR). Ця модель дозволяє створювати алгоритми некерованого та керованого навчання для отримування векторних представлень слів. Фейсбук пропонує доступні попередньо натреновані моделі для 294 мов. Для вкладання слів fastText використовує нейронну мережу.
Алгоритм fasttext ґрунтується на цих двох працях:
- Enriching Word Vectors with Subword Information , Piotr Bojanowski, Edouard Grave, Armand Joulin and Tomas Mikolov, 2016 (англ.)
- Bag of Tricks for Efficient Text Classification, Armand Joulin, Edouard Grave, Piotr Bojanowski, Tomas Mikolov, 2016 (англ.)